# پوجیو سانتا ماریا
پوجیو سانتا ماریا (به ایتالیایی: Poggio Santa Maria) یک منطقهٔ مسکونی در ایتالیا است که در لاکوئیلا واقع شده‌است. پوجیو سانتا ماریا ۳۰۰ نفر جمعیت دارد و ۸۶۹ متر بالاتر از سطح دریا واقع شده‌است.